# Ньюль, Северен
Северен Ньюль (фр. Severin Nioule; род. 3 марта 2005) — ивуарийский футболист, нападающий шведского «Хеккен».

## Клубная карьера
Является воспитанником академии ивуарийского «АСЕК Мимозас». Летом 2023 года проходил просмотр в шведском «Хеккене», с которым 31 июля подписал контракт на четыре с половиной года. Выступал за юношескую команду клуба. Летом 2024 года стал привлекаться к тренировкам с главной командой. Первый матч за основной состав провёл 25 июля в гостевом поединке первого раунда Лиги конференций с люксембургским «Ф91 Дюделанж». 28 июля в игре с «Вестеросом» дебютировал в чемпионате Швеции, заменив на 71-й минуте Зейдана Инуссу.

## Клубная статистика
| Выступление      | Выступление      | Выступление      | Лига | Лига | Кубки | Кубки | Конт. кубки | Конт. кубки | Итого | Итого |
| Клуб             | Лига             | Сезон            | Игры | Голы | Игры  | Голы  | Игры        | Голы        | Игры  | Голы  |
| ---------------- | ---------------- | ---------------- | ---- | ---- | ----- | ----- | ----------- | ----------- | ----- | ----- |
| Хеккен           | Алльсвенскан     | 2024             | 1    | 0    | 0     | 0     | 1           | 0           | 2     | 0     |
| Хеккен           | Итого            | Итого            | 1    | 0    | 0     | 0     | 1           | 0           | 2     | 0     |
| Всего за карьеру | Всего за карьеру | Всего за карьеру | 1    | 0    | 0     | 0     | 1           | 0           | 2     | 0     |